# Jimmy Ross
James Daniel „Jimmy“ Ross (* 28. März 1866 in Edinburgh; † 12. Juni 1902 in Manchester) war ein schottischer Fußballspieler. Seine größten Erfolge waren 1889 und 1890 jeweils der Gewinn der englischen Meisterschaft mit Preston North End und der FA-Cup-Sieg im Jahr 1889.
Der in der schottischen Hauptstadt geborene Jimmy Ross spielte zunächst in seiner Heimat für den FC St. Bernard’s, bevor es ihn 1883 in den Norden Englands zu Preston North End („PNE“) zog. Dort wurde er zu einem etablierten Spieler auf der etwas zurückhängenden Stürmerposition („Inside forward“) und bildete unter anderem mit John Goodall eine bei den Gegnern gefürchtete Angriffsformation. Nach der Gründung der Football League war er im Gegensatz zu seinem älteren Bruder Nick, der für ein Jahr zum FC Everton gewechselt war, Teil der ersten englischen Meisterschaft, die während der gesamten Spielzeit 1888/89 ohne Niederlage blieb. Da PNE zudem den FA Cup gewann, wurde das Team fortan als die „Unbesiegbaren“ („The Invincibles“) geadelt. Ross hatte beim 3:0-Pokalfinalsieg gegen die Wolverhampton Wanderers zudem das zweite Tor erzielt. In der anschließenden Saison 1889/90 verteidigte Jimmy Ross mit dem zwischenzeitlich zurückgekehrten Bruder Nick den Meistertitel – der erneute FA-Cup-Sieg blieb dem Erfolgsteam jedoch vorenthalten.
In den restlichen Jahren bis 1894 sollte Ross der ganz große Wurf mit Preston North End nicht mehr gelingen und nach drei Vizemeisterschaften in Serie (1891–1893) und insgesamt 85 Toren in 130 Ligaspielen verabschiedete er sich 1894 für die damals stolze Summe von 75 Pfund in Richtung des FC Liverpool. Bei dem noch jungen Verein, der gerade in die First Division aufgestiegen war, kam er unter Trainer John McKenna am 13. September 1894 zu seinem Debüt. Mit seinen zwölf Toren in der Saison 1894/95 konnte er jedoch den Abstieg in die Second Division nicht verhindern. Gegen die zweitklassigen Gegner steigerte er seine Torquote in der Spielzeit 1895/96 wieder deutlich und war mit 23 Treffern in 25 Einsätzen mitverantwortlich dafür, dass dem FC Liverpool der direkte Wiederaufstieg in die englische Eliteklasse über den Gewinn der Zweitligameisterschaft vergönnt war. Dort etablierte sich der Klub mit einem fünften Platz in der Spielzeit 1896/97 zwar sehr gut; Ross kam allerdings in 21 Spielen nur zu zwei Toren.
Im März des Jahres 1897 wechselte er zum FC Burnley und verhalf auch diesem Klub in der Saison 1897/98 zum Gewinn der Zweitligameisterschaft und zum Aufstieg in die höchste englische Spielklasse. Seine letzte Station war ab 1898 Manchester City, wo er an der Seite von Billy Meredith zum Einsatz kam und bis zu seinem Rücktritt im Jahr 1901 seine Karriere ausklingen ließ.
Abseits des Spielfeldes machte sich Jimmy Ross einen Namen als Teil einer Spielerunion mit dem Namen Association Footballers’ Union (AFU), die es sich nach ihrer Gründung im Februar 1898 unter anderem zur Aufgabe gemacht hatte, den Spielern Mitspracherechte bei Transfers zu ermöglichen.
Im Alter von nur 36 Jahren verstarb Jimmy Ross überraschend am 12. Juni 1902 in Manchester an einem Erysipel.

## Erfolge
- Englischer Meister: 1889, 1890
- FA-Cup-Sieger: 1889